# Otrera
În mitologia greacă, Otrera (sau Otrere) a fost o regină a amazoanelor, soția zeului Ares, fiica lui Eurus. Fiicele sale sunt Hippolyta, Antiope, Melanippe și Penthesilea.
Otrera este uneori considerată ca fiind întemeietoarea mitologică a Templului lui Artemis din Efes, care a fost în strânsă legătură cu amazoanele. Ea este uneori considerată a fi fondatoarea națiunii amazoanelor, deși multe mituri cu amazoanele au loc înaintea ei.